# Super What?
Super What? (с англ - "Супер Что?") - второй совместный альбом супергуппы Czarface и британо-американского рэпера MF Doom, выпущенный 7 мая 2021 года на лейбле Silver Age. Альбом был выпущен после смерти Думилье 31 октября 2020 года. Релиз стал последним в дискографии Дума
В альбоме присутствуют совместные треки с Run DMC,Del the Funky Homosapien и Kendra Morris

## Фон
Альбом задумывался как продолжение альбома Czarface Meets Metal Face.Super What? был записан в апреле 2020 года. В том же месяце альбом и должен был выйти, но  он был отложен из-за пандемии COVID-19 .  Участник Czarface Esoteric объяснил:
Когда разразился COVID-19 и мир остановился, мы решили прекратить его [альбом], сосредоточиться на семье и доработать несколько элементов. То, что вы услышите, было завершено, сведено и отмастерено летом 2020 года, и для нас большая честь и привилегия поделиться этим с вами. Я говорю от имени всех участников, когда говорю, что нам невероятно повезло сотрудничать с DOOM... он был уникальным, неповторимым ведущим, продюсером и визионером. Мы желаем мира и исцеления его семье, друзьям и всем, кого коснулись дары, которыми он поделился с планетой. MF DOOM НАВСЕГДА. 
После смерти Думилье, участники Czarface решили пересвести альбом и выпустить его
Альбом состоит из двух частей: Doom Side и Czar Side. Релиз сопровождается комиксом , написанным Esoteric, проиллюстрированным  Бенджамином Маррой

## Критический приём
Сайт Metacritic оценил альбом на 74 балла из 100 на основе 6 отзывов
Сай Шелкфорд на сайте Rap reviews писал об альбоме :"Он не сногсшибательный в текстовом плане, но это хип-хоп для знающих фанатов и тех, кто устал от пресного мейнстрима."
Кришан Мип для сайта Post-trash писал об альбоме :"сли вы хотите чего-то сдержанного, что можно крутить с братишками, то это оно. Всего 27 минут, это все последовательность без излишеств с некоторыми избранными функциями от таких как DMC и Del Tha Funkee Homosapien . Наверняка будут еще посмертные релизы DOOM, и приятно слышать, как его наследие продолжается. Super What? определенно приятный, просто постарайтесь избежать шумихи. "

## Трек лист

### Doom Side
| №  | Название                                   | Длительность |
| -- | ------------------------------------------ | ------------ |
| 1. | «The King and Eye»                         | 2:26         |
| 2. | «Czarwyn's Theory of People Getting Loose» | 3:16         |
| 3. | «Mando Calrissian»                         | 2:17         |
| 4. | «DOOM Unto Others»                         | 2:44         |

### Czar side
| №                   | Название                  | Длительность |
| ------------------- | ------------------------- | ------------ |
| 5.                  | «Jason & the Czargonauts» | 3:50         |
| 6.                  | «Break in the Action»     | 2:29         |
| 7.                  | «A Name to the Face»      | 1:45         |
| 8.                  | «This Is Canon Now»       | 2:11         |
| 9.                  | «So Strange»              | 2:34         |
| 10.                 | «Young World»             | 3:12         |
| Общая длительность: | Общая длительность:       | 26:44        |